# Stuart Rushmere
Pour les articles homonymes, voir Rushmere.
Stuart Rushmere est un joueur de hockey sur gazon britannique évoluant au poste de milieu de terrain au Loughborough Students HC et avec les équipes nationales anglaise et britannique.

## Biographie
Stuart est né le 9 septembre 2000 en Angleterre.

## Carrière
Il a débuté en équipe nationale première le 4 février 2022 contre l'Espagne à Valence lors de la Ligue professionnelle 2021-2022.

## Palmarès
- : 3e aux Jeux du Commonwealth en 2022.